# Synagoge Smilgos-Straße (Kėdainiai)

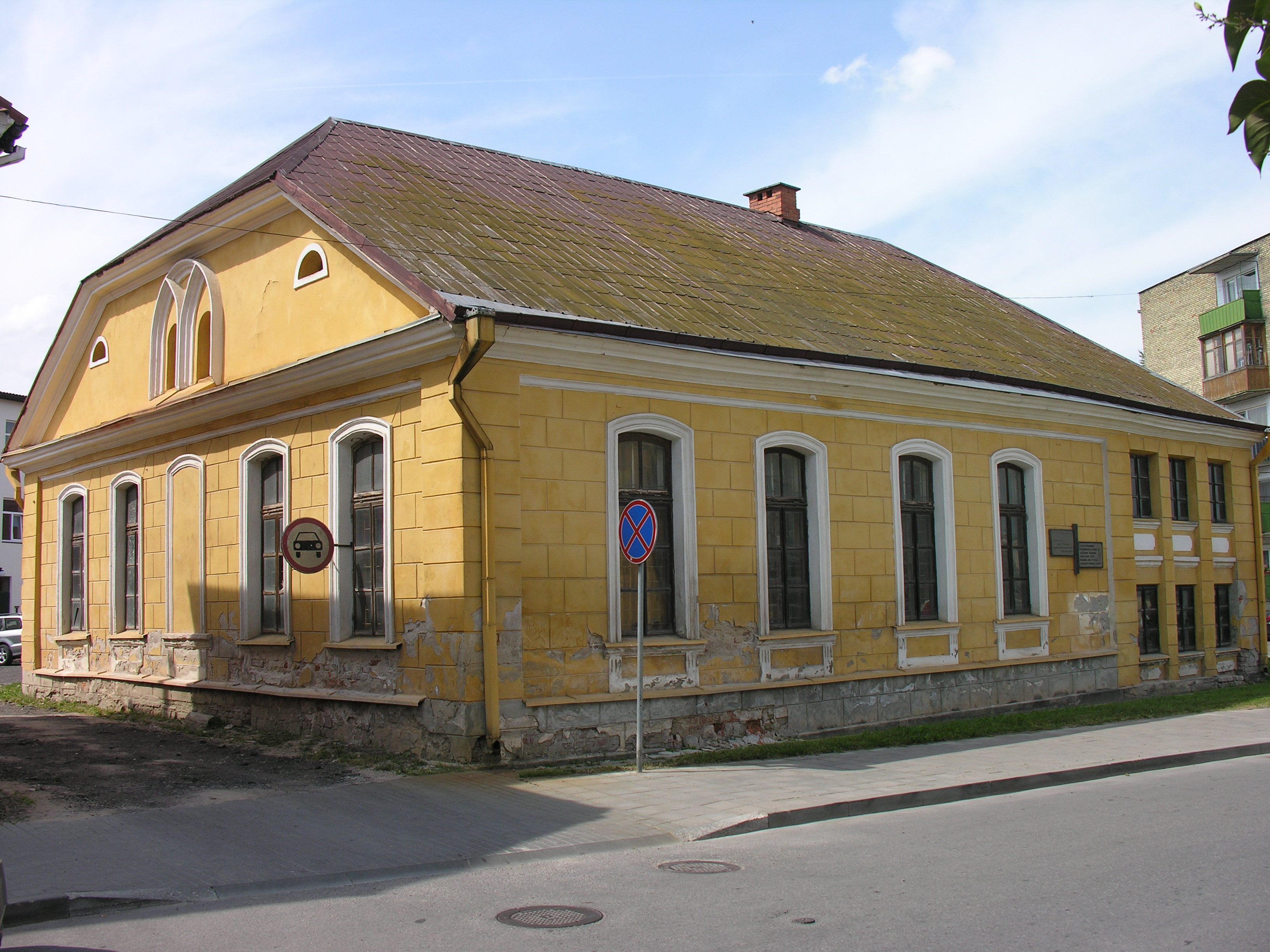
Synagoge in Kėdainiai

Die Synagoge in der Smilgos-Straße in Kėdainiai, einer Stadt in Litauen, wurde in den 1870er Jahren errichtet. Die profanierte Synagoge wird heute als Lager genutzt.

## Name
Die Synagoge  wurde nach der Smilgos-Straße benannt. Das Wort smilga bedeutet Straußgräser.